# Caurel (Côtes-d'Armor)
Caurel (in bretone Kaorel) è un comune francese di 394 abitanti situato nel dipartimento delle Côtes-d'Armor nella regione della Bretagna.

## Società

### Evoluzione demografica
Abitanti censiti